# Natashquans flygplats
Natashquan Airport är en flygplats i Kanada. Den ligger i den östra delen av landet, 1 200 km öster om huvudstaden Ottawa. Natashquan Airport ligger 11 meter över havet. Den ligger vid sjön Lac Taueunan.
Terrängen runt Natashquan Airport är platt. Havet är nära Natashquan Airport åt sydväst. Trakten runt Natashquan Airport är nära nog obefolkad, med mindre än två invånare per kvadratkilometer.. 
Trakten runt Natashquan Airport består i huvudsak av gräsmarker.